# Savières
Savières ist eine französische Gemeinde mit 1.075 Einwohnern (Stand: 1. Januar 2022) im Département Aube in der Region Grand Est. Sie gehört zum Arrondissement Nogent-sur-Seine und zum Kanton Creney-près-Troyes. Zudem ist die Gemeinde Teil des 2007 gegründeten Gemeindeverbands Seine Fontaine Beauregard. Die Einwohner werden Saviotins/Saviotines  genannt.

## Geographie
Savières liegt rund 15 Kilometer nordwestlich von Troyes im nordwestlichen Zentrum des Départements Aube. Die Gemeinde besteht einer Reihe von Siedlungen, die heute zum Dorf Savières zusammengewachsen sind. Zur Gemeinde gehört zudem der Weiler Blives. Weite Flächen der Gemeinde sind (ehemaliges) Sumpfland. Durch die Gemeinde führt auch der Canal de la Haute-Seine
Nachbargemeinden sind Rilly-Sainte-Syre im Nordosten, Chauchigny im Osten, Villacerf im Südosten, Payns im Süden, Le Pavillon-Sainte-Julie im Westen sowie Fontaine-les-Grès und Saint-Mesmin im Nordwesten.

## Geschichte
Bis zur Französischen Revolution lag Savières innerhalb der Provinz Champagne. Die Gemeinde gehörte von 1793 bis 1801 zum Distrikt Arcis sur Aube. Von 1801 bis 1926 war sie Teil des Arrondissements Arcis sur Aube. Seither ist sie dem Arrondissement Nogent-sur-Seine zugewiesen. Von 1793 bis 1801 war der Ort dem Kanton Chauchigny zugeteilt. Von 1801 bis 2015 lag die Gemeinde innerhalb des Kantons Méry-sur-Seine. 

## Bevölkerungsentwicklung
| Jahr                       | 1962 | 1968 | 1975 | 1982 | 1990 | 1999 | 2006 | 2019 |
| Einwohner                  | 627  | 619  | 684  | 707  | 941  | 952  | 895  | 999  |
| Quellen: Cassini und INSEE |      |      |      |      |      |      |      |      |

## Sehenswürdigkeiten
- Kirche Saint-Martin aus dem 12./16. Jahrhundert, Monument historique[1]
- Grabplatten für Guillaume de Gobilloy und Nicole de la Salle aus dem Jahr 1602 und von Charles Dubourg aus dem Jahr 1670

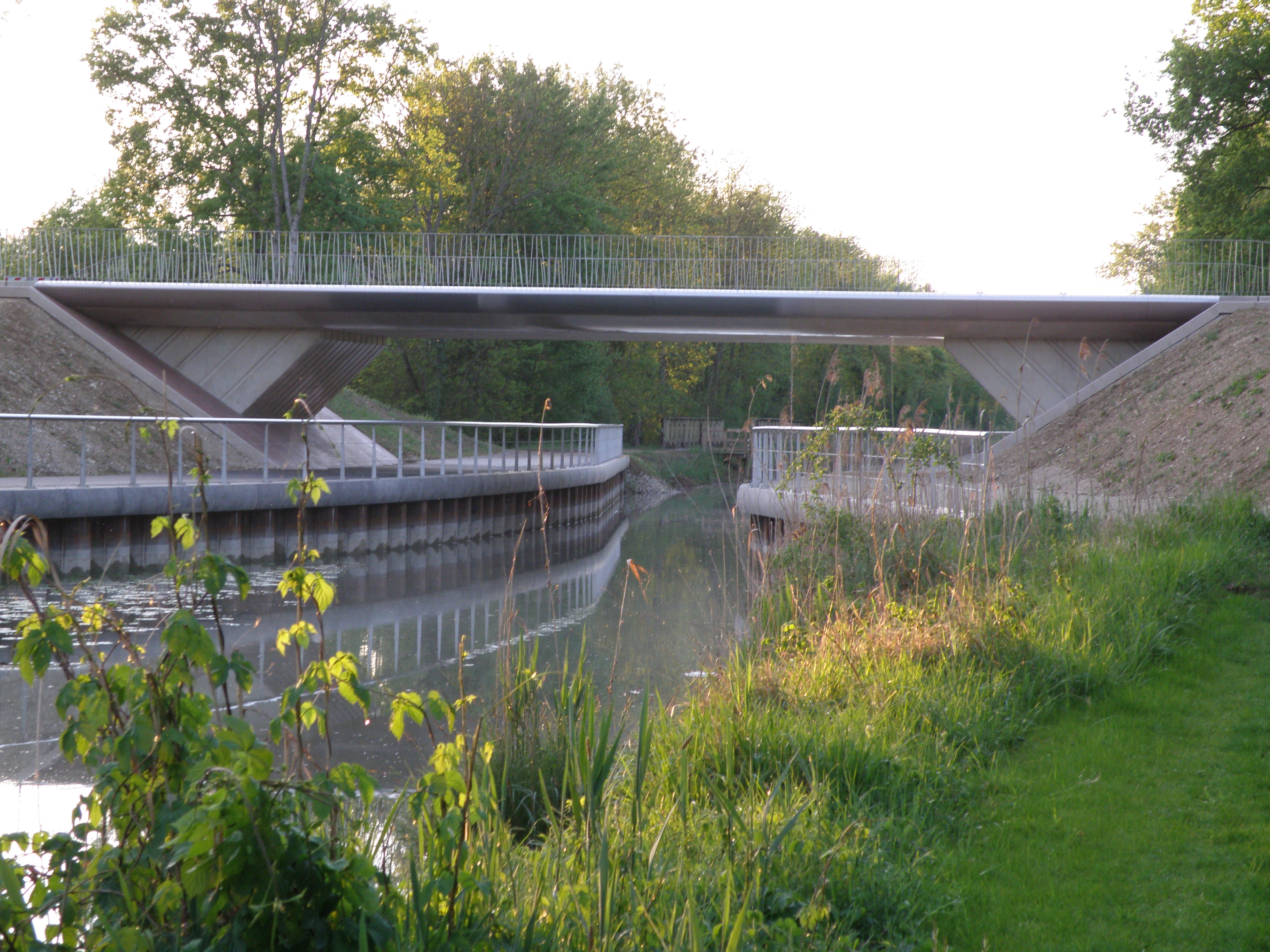
Brücke über den Canal de la Haute-Seine

- Denkmal für die Gefallenen[2]